# متغير افتراضي
المتغير الافتراضى (ويسمى أيضًا المتغير المرسل أو الحرف المرسل) (بالإنجليزية: Propositional variable)‏ هو مُتغير في المنطق الرياضي، وهو متغير إدخال (يمكن أن يكون صحيحًا أو خاطئاَ). المتغيرات المقترحة هي العناصر الأساسية للصيغ المقترحة وتستخدم في منطق الافتراض ومنطق الترتيب الأعلى [الإنجليزية].

## الاستخدام
تُبنى الصيغ المنطقية غالباً بشكل متكرر من بعض المتغيرات الافتراضية، وبعض من الروابط المنطقية، وبعض محددات الكمية المنطقية. المتغيرات المقترحة هي الصيغ الذرية لمنطق الاقتراح ، وغالباً ما يُشار إليها باستخدام الأحرف الرومانية الكبيرة مثل: P و Q و R.

### مثال
في اقتراح منطقي معين يمكن تعريف الصيغة على النحو التالي:
- كل متغير عرضي عبارة عن صيغة.
- بالنظر إلى الصيغة X ، فإن النفي ¬X هو صيغة.
- بالنظر إلى الصيغتين X و Y ، والرابط الثنائي b (مثل الاقتران المنطقي ∧) ، فإن التعبير (X b Y) هو صيغة. (لاحظ الأقواس)

من خلال هذا الاقتراح، يمكن بناء جميع صيغ المنطق الافتراضي من المتغيرات الافتراضية كوحدة أساسية. لا ينبغي الخلط بين المتغيرات المقترحة والمتغيرات الوصفية، والتي تظهر في البديهيات النموذجية لحساب التفاضل والتكامل؛ تتراوح الأخيرة بشكل فعال على الصيغ جيدة التكوين [الإنجليزية] وغالباً ما يُشار إليها باستخدام أحرف يونانية صغيرة مثل {\displaystyle \alpha }, {\displaystyle \beta } و {\displaystyle \gamma }

## حساب القضايا
المتغيرات المقترحة التي لا تحتوي على متغيرات كائن  مثل x و y مرتبطة بأحرف أصلية مثل Px و xRy، تحتوي بدلاً من ذلك على ثوابت فردية a ، b ، .. وهذه الأخيرة تكون مرفقة بالأحرف الأصلية وهي ثوابت مقترحة Pa ، aRb. هذه الثوابت الافتتاحية هي افتراضات ذرية ، لا تحتوي على عوامل اقتراح.
يحتوي الهيكل الداخلي للمتغيرات الافتراضية على أحرف أصلية مثل P و Q، بالاقتران مع المتغيرات الفردية المقيدة (على سبيل المثال ، x ، y) والثوابت الفردية مثل a و b (مصطلحات فردية من مجال الخطاب D) ، وفي النهاية تأخذ شكل مثل Pa ، aRb (أو مع أقواس {\displaystyle P(11)} and {\displaystyle R(1,3)}).
يُطلق على الاقتراح المنطقي أحياناً منطق الترتيب الصفري نظراً لعدم مراعاة البنية الداخلية على عكس منطق الدرجة الأولى الذي يحلل البنية الداخلية للجمل الذرية.

### قراءة معمقة
- Smullyan, Raymond M. First-Order Logic. 1968. Dover edition, 1995. Chapter 1.1: Formulas of Propositional Logic.